# 鬱滞
鬱滞 (うったい) は、血流などが静脈内などに停滞した状態を示す。鬱血の定義に含まれることもある。「鬱」の字が2010年の改訂までは常用漢字外だったため、まぜ書きで「うっ滞」と書かれることがある。
東洋医学では気の鬱滞のことを気滞、血の鬱滞を血滞といい、病の1つとされている。